# 莱雷附近叙里
莱雷附近叙里（法語：Sury-près-Léré，法語發音：[syʁi pʁɛ leʁe]）是法国谢尔省的一个市镇，位于该省东北部，属于布尔日区。

## 地理
莱雷附近叙里（47°28'59"N, 2°52'1"E）面积17.78 平方千米，位于法国中央-卢瓦尔河谷大区谢尔省，该省份为法国中部省份，北起卢瓦雷省，西接卢瓦-谢尔省和安德尔省，南至克勒兹省，东南接阿列省，东临涅夫勒省。
与莱雷附近叙里接壤的市镇（或旧市镇、城区）包括：卢瓦尔河畔贝尔维尔、莱雷、桑塞尔地区萨维尼、卢瓦尔河畔拉塞勒、卢瓦尔河畔讷维。

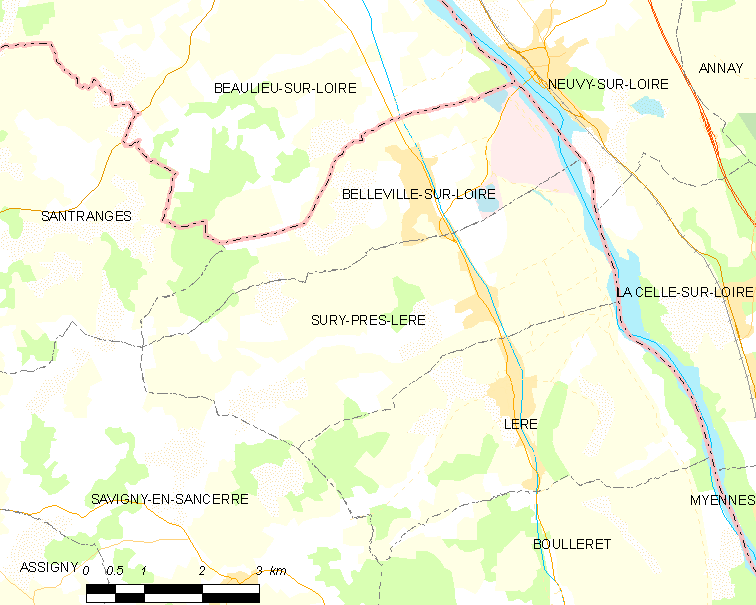
莱雷附近叙里的OSM定位图

莱雷附近叙里的时区为UTC+01:00、UTC+02:00（夏令时）。

## 行政
莱雷附近叙里的邮政编码为18240，INSEE市镇编码为18257。

## 政治
莱雷附近叙里所属的省级选区为桑塞尔县。

## 人口

1962-2008年间莱雷附近叙里人口变化图示

莱雷附近叙里于2022年1月1日时的人口数量为656人。